# Hans-Herbert Kögler

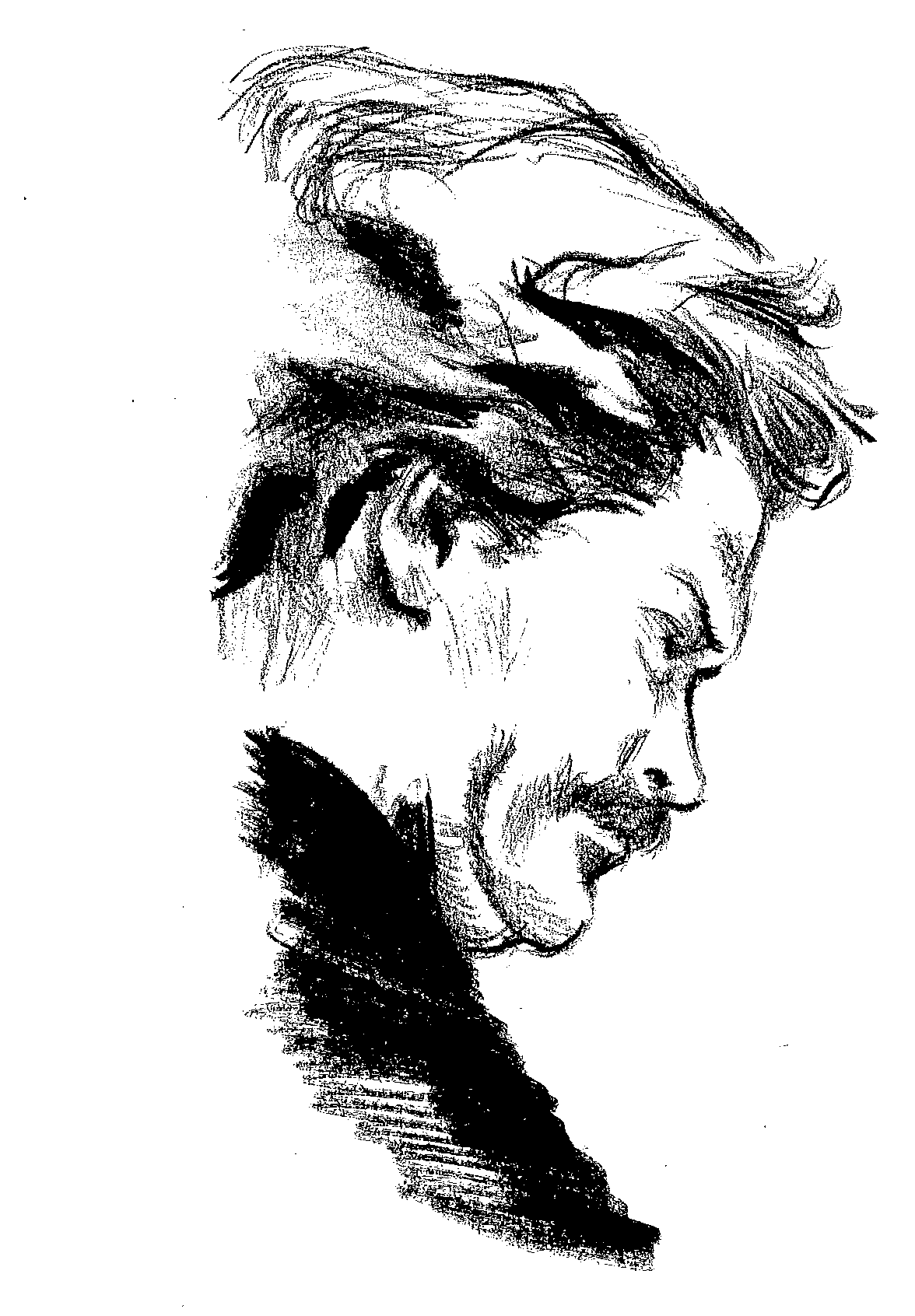
Hans-Herbert Kögler

Hans-Herbert Kögler (* 13. Januar 1960 in Darmstadt) ist ein in den Vereinigten Staaten lebender deutscher Philosoph und Gesellschaftstheoretiker.

## Biografie
1960 in Darmstadt geboren, nahm Kögler nach dem Abitur an der Viktoriaschule Darmstadt in Frankfurt das Studium der Philosophie, Kunstgeschichte und Pädagogik auf. Gefördert von der Studienstiftung des Deutschen Volkes wurde er 1991 unter dem Doktorvater Jürgen Habermas zum Doktor der Philosophie promoviert. Bereits im Zuge seiner Promotion weitete er seinen europäischen Blick nach Amerika aus und fasste hier schließlich an mehreren Universitäten lehrend Fuß. Von 1991 an wirkte er als Assistent Professor an der University of Illinois at Urbana-Champaign. Im Anschluss erfolgte 1997 der Ruf an die University of North Florida, Jacksonville, wo er seit 2007 Lehrstuhlinhaber einer vollen Professur (chair) ist. Kontakte unterhielt er indes weiterhin nach Europa, insbesondere an die österreichische Alpen-Adria-Universität Klagenfurt, wo er mehrfach Gastprofessuren (2004; 2006) innehatte, ebenso nach Prag (2003).

## Werk
Kögler entwickelte eine international beachtete und einflussreiche kritische Hermeneutik, deren Ethos in der Anerkennung des Anderen durch dialogisches Verstehen besteht, wobei gezielt die sozialen und kulturellen Einflüsse von Macht und Herrschaft auf den Verstehensprozess reflektiert werden. Verstehen wird als reflexive Einstellung gegenüber allem uns zunächst Fremdem und sinnhaft Unzugänglichem begriffen, dessen Ziel eine radikale Infragestellung der eigenen wie auch der anderen Gewissheiten und Vorurteile ist. Eine erste paradigmatische Formulierung findet sich in „Die Macht des Dialogs“ (1992), dessen amerikanische Ausgabe „The Power of Dialogue“ (1996, 1999) weltweit rezipiert wird. Weiterhin hat Kögler sein Projekt in über 60 Zeitschriftenaufsätzen und Buchkapiteln artikuliert und weiterentwickelt.
Zu den wichtigsten Weiterentwicklungen gehört zum einen das Projekt eines dialogischen Kosmopolitismus, zum andern die Idee von Agency. Kosmopolitismus wird als eine reflexive Einstellung zu Globalisierung verstanden, die auf den kognitiven Fähigkeiten zu kontextsensiblem Nachverstehen, der normativen Orientierung an universalen Werten und Regeln, und der kritischen Reflexion von Machtverhältnissen beruht. Diese kognitiven Fähigkeiten werden von Kögler als Voraussetzungen einer kosmopolitischen Öffentlichkeit eingeführt. Köglers Theorie der Agency verschmilzt hermeneutische und existenzphilosophische Ansätze mit George Herbert Meads Subjekttheorie, wobei der intersubjektive Ursprung von Selbst-Identität sowie die Irreduzibilität des Subjekts auf gegebene Kontexte oder Strukturen im Vordergrund stehen.

## Rezeption
Nicht nur durch seine Lehrtätigkeit ist der kritisch-hermeneutische Ansatz Köglers im angelsächsischen Raum breit rezipiert worden. So stößt man immer wieder auf seine Impulse bei Pädagogen, Psychologen, Ethnologen und ebenso in der Genderforschung sowie bei feministischen Autorinnen. Diese wirken über ehemalige Studierende an den amerikanischen Universitäten wieder zurück in europäische Diskussionen, so beispielsweise in Skandinavien, Österreich oder auch in Tschechien. Einflussreich war weiterhin Köglers kritische Analyse von Pierre Bourdieus Soziologie; die führende Zeitschrift Social Epistemology widmete 1997 Kögler eine Sondernummer; dieser wiederum verfolgte Bourdieu in späteren Aufsätzen.

## Ehrung
Anlässlich des 60. Geburtstages Köglers wurde im Februar 2020 an der University of North Florida ein zweitägiger Workshop „Hermeneutics, Critique, and Dialogue“ veranstaltet, an dem außer dem Jubilar fünfzehnTeilnehmer aus den USA, Europa und den Vereinten Arabischen Emiraten referierten und diskutierten.

## Bibliografie
Eine ausführliche Bibliografie der Veröffentlichungen, insbesondere der Aufsätze, die außer in den Sprachen Deutsch, Englisch und Französisch auch auf Russisch und Tschechisch erschienen, findet sich auf der Personalseite der University of North Florida.

### Selbständige Veröffentlichungen
- Die Macht des Dialogs: Kritische Hermeneutik nach Gadamer, Foucault und Rorty. Stuttgart, Metzler, 1992.
  - The Power of dialogue: Critical Hermeneutics after Gadamer and Foucault, transl. by Paul Hendrickson. Cambridge, Mass. 1996; 1999. (enthält das neue Schlusskapitel: Critical Theory as Critical Hermeneutics).
- Michel Foucault. Stuttgart, Metzler, 1994; 2. erg. Aufl. Stuttgart-Weimar, Metzler, 2004.
- Kultura, Kritika, Dialog (Culture, Critique, Dialogue), Prague: Publishing House Filosofia, December 2006. (Aufsatzsammlung)

### Aufsätze (in Auswahl)
- A Genealogy of Faith and Freedom, in: Theory, Culture & Society 37, 7-8 (2020) 37-46 (Rezension von Jürgen Habermas, Auch eine Geschichte der Philosophie. Berlin 2019)
- Tradition, Transcendence, and the Public Sphere: A Hermeneutic Critique of Religion, in: Berlin Journal of Critical Theory 4, 2 (2020) 107-146.
- Náboženství a rozměr zla. Etika, kritika a náboženství, in: Ondřej Štěch (ed.), Náboženství a sekularita, Zápas o veřený prostor, Praha, Filosofia, 2017, 167-194=The Religious Face of Evil: Ethics and the Critique of Religion, in: Berlin Journal of Critical Theory 1,2 (2017) 21-45..
- Ethics and Community, in: Jeff Malpas / Hans-Helmuth Gander (eds.), The Routledge Companion to Hermeneutics., 2014, 310-323.
- Dialogue and Community: The Ethical Claim of Tradition, in: Journal of the Philosophy of History 8 (2014) 380-406.
- Agency and the Other: On the intersubjective roots of self-identity, in: New Ideas in Psychology 30,1 (2012) 47-64.
- Hermeneutic Cosmopolitanism, or: Toward a Cosmopolitan Public Sphere, in: Maria Rovisco / Magdalena Nowicka (eds.), The Ashgate Research Companion to Cosmopolitanism. Farnham u. a. 2011, 225-242.
- Interpretation als Prima Philosophia: Rorty und die normativen Wurzeln des Dialogs, in: Matthias Buschmeier / Espen Hammer (Hrsg.), Pragmatismus und Hermeneutik: Beiträge zu Richard Rortys Kulturpolitik. Hamburg 2011 (Zeitschrift für Ästhetik und allgemeine Kunstwissenschaft; Sonderheft 11), 60-88.
- Recognition and the Resurgence of Intentional Agency, in: Inquiry 53 (2010) 450-469.
- Autonomie und Anerkennung: Kritische Theorie als Hermeneutik des Subjekts, in: Rainer Winter/Peter Zima (Hrsg.), Kritische Theorie Heute, Bielefeld, Transcript Verlag, 2007. 79-96.
- Die Macht der Interpretation: Konturen einer kritischen Sozialwissenschaft in Anschluss an Foucault, in: Roland Anhorn, Frank Bettinger, Johannes Stehr (Hrsg.), Michel Foucaults Machtanalytik und Soziale Arbeit. Eine kritische Einführung und Bestandsaufnahme, Wiesbaden, VS (Verlag der Sozialwissenschaften), 2007, 347-366.
- Kapitel Verstehen, in: Handbuch Interkulturelle Kommunikation und Kompetenz (Handbook Intercultural Communication and Competence), Hrsg. von Jürgen Straub, Arne Weidemann, Doris Weidemann, Stuttgart/Weimar, Metzler Verlag, 2007, 76-85.
- Normalität als Normalisierung? Zur Theorie des Subjekts in Moderne und Postmoderne, in: Gerhard Unterthurner, Ulrike Kadi (Hrsg.), Normalität/Normalisierung/Normierung, IWK Proceedings, Vienna, 2006, 11-20, online
- Constructing a Cosmopolitan Public Sphere – Universal Values and Hermeneutic Capabilities, in: European Journal of Social Theory 8 (2005) 297-320.
- Beyond Dogma and Doxa: Truth and Dialogue in Rorty, Apel, and Ratzinger, in: DIALOGUE AND UNIVERSALISM, University of Warsaw Press, No. 7-8/2005, 85-103.
- Recognition and Difference: The Power of Perspectives in Interpretive Dialogue, in: ‘Dialogue as the Inscription of ‘the West’, Sondernummer von: Social Identities, ed. by C. Zene and A. Mandair, 247-269.
- Die unbewusste Macht der Sprache, in: Ulrike Kadi/Gerhard Unterthurner (Hrsg.), Sinn, Macht, Unbewusstes. Würzburg, Verlag Königshausen & Neumann, 2005, 16-45.
- Situierte Autonomie: Zur Wiederkehr des Subjekts nach Foucault, in: Stefan Jäger/Stefan Deines (Hrsg.), Historisierte Subjekte/Subjektivierte Historie. Berlin, Walter de Gruyter, 2003, 77 - 91.
- Empathy, Dialogical Self, and Reflexive Interpretation: The Symbolic Source of Simulation, in: Empathy and Agency: The Problem of Understanding in the Human Sciences, H.-H. Kögler/K. Stueber (eds.), Boulder, Colorado: Westview Press 2000. 194-221
- Kritische Hermeneutik des Subjects: Cultural Studies als Erbe der Kritischen Theorie, in: K. Hörning/R. Winter (Hrsg.), Widerspenstige Kulturen: Cultural Studies als Herausforderung. Frankfurt/M., Suhrkamp Verlag, 1999. 196-237.
- Alienation as epistemological source: reflexivity and social background after. Mannheim and Bourdieu, in Social Epistemology 11,2 (1997) (Special Issue: New Directions in the Sociology of Knowledge) 141-164.
- Dialog und Anerkennung: Theorieskizze über das Reflexivwerden der Macht, in: Erwin Hasselberg (Hrsg.), Dialogue in the 20th Century, Sondernummer, Berlin, Hegel-Institut, 1997, 3-18.
- Reconceptualizing reflexive sociology: A reply, in: Social Epistemology 11,2 (1997) 223-250.
- Fröhliche Subjektivität: Historische Ethik und dreifache Ontologie beim späten Foucault, in: E. Erdmann, R. Forst, A. Honneth (Hrsg.), Ethos der Moderne—Foucaults Kritik der Aufklärung. Frankfurt: Campus 1990, 202-228.

### Herausgebertätigkeit
- Empathy and Agency: The Problem of Understanding in the Human Sciences, co-edited with Karsten Stueber, (Boulder, Colorado: Westview Press 2000).
- Hans-Herbert Kögler / Alice Pechriggl / Rainer Winter (Hrsg.), Enigma Agency: Macht, Widerstand, Reflexivität. Bielefeld, transcript 2019 (Cultural Studies 51).
- Reconceiving Religion in the Postsecular Public Sphere. Sondernummer des Berlin Journal of Critical Theory, vol. 4,2, July 2020.[9]